# Asadabad (Iran)
Asadabad (perski: اسدآباد) – miasto w zachodnim Iranie. Leży w ostanie Hamadan, około 50 km od Kermanszahu.